# Pseudobradya proxima
Pseudobradya proxima is een eenoogkreeftjessoort uit de familie van de Ectinosomatidae. De wetenschappelijke naam van de soort is voor het eerst geldig gepubliceerd in 1910 door Brady.